# ランドル・ギャレット
ゴードン・ランドル・フィリップ・ダヴィッド・ギャレット（Gordon Randall Phillip David Garrett、1927年12月16日 - 1987年12月31日）は、アメリカ合衆国のSF作家、ファンタジー作家、推理作家。ミズーリ州レキシントン生まれ。テキサス工科大学卒業。
マーク・フィリップス (Mark Phillips)、ダレル・T・ランガート(Darrel T. Langart)など十以上のペンネームをもつ。ロバート・シルヴァーバーグとの合作に際しては、ロバート・ランドール(Robert Randall)のペンネームを用いた。
ファンタジーと本格推理小説を融合させた「ダーシー卿」シリーズで有名。これは、科学に代わって魔術の法則がすべてを支配し、イギリスとフランスが一つの国になっているパラレル・ワールドの現代ヨーロッパを舞台にした、あくまでもロジカルな推理小説である。1999年、ダーシー卿シリーズに対してサイドワイズ賞特別賞が授与された。

## 著作リスト

### ダーシー卿 (Lord Darcy)シリーズ

#### 長編
- 『魔術師が多すぎる』（Too Many Magicians (1966)、皆藤幸蔵訳、早川書房、世界ミステリシリーズ　1971)　ハヤカワミステリ文庫 1977

#### 短編集
- 『魔術師を探せ!』（The Eyes Have It and Other Stories、風見潤訳、早川書房、ハヤカワ・ミステリ文庫、1978）　新訳版・公手成幸 (翻訳) ハヤカワ・ミステリ文庫　–　2015/9/8
  - 「その眼は見た」 The Eyes Have It (1964)
  - 「シェルブールの呪い」 A Case of Identity (1964)
  - 「青い死体」 The Muddle of the Woad (1965) - 小森収編『短編ミステリの二百年 5』（創元推理文庫） 2021に白須清美訳が収録

#### 短編
- 「想像力の問題」 A Stretch of the Imagination (1973)
- 「重力の問題」 A Matter of Gravity (1974) - 風見潤編『SFミステリ傑作選』（講談社） 1980に収録
- 「イプスウィッチの瓶」 The Ipswich Phial (1976) - アイザック・アシモフ編『SF九つの犯罪』（新潮社） 1981に風見潤訳が収録
- 「十六個の鍵」The Sixteen Keys (1976)
- 「苦い結末」 The Bitter End (1978)
- 「ナポリ急行」 The Napoli Express (1979)
- The Spell of War（1979）

### その他

#### 長編
- 『女王陛下のＦＢＩ』（That Sweet Little Old Lady,(1959)、マーク・フィリップス名義（ローレンス・ジャニファーとの合作）林清俊訳、Kindle電子版、2013）
- 『女王陛下のＦＢＩ パート２』（Out Like a Light,(1960)、マーク・フィリップス名義（ローレンス・ジャニファーとの合作）林清俊訳、Kindle電子版、2014）
- 『銀河の間隙より』（Anything You Can Do... (1963)、風見潤訳、早川書房ハヤカワSF文庫） 1979
- 『レイツカールの鋼鉄』（The Steel of Raithskar (1981)、妻のヴィッキ・アン・ハイドロン(Vicki Ann Heydron)との合作、角川書店、角川文庫、ガンダラーラ・サイクル1） 1989

#### 短編
- 「次元信管」 Time Fuze (1954) - 浅倉久志編訳『ふしぎの国のレストラン : 15のSFアラカルト』（徳間書店） 1982に収録
- 「巨大都市の支配者」 Masters of the Metropolis (1956)  - リン・カーターと合作
- 「決断」 Sound Decision (1956) - ロバート・シルヴァーバーグと合作。ビル・プロンジーニ & バリイ・N・マルツバーグ編『1ダースの未来 : SF合作ゲーム傑作展』（講談社文庫） 1983に収録
- 「きいろの謎」 Puzzle in Yellow (1956)
- 「最善の方策」 The Best Policy (1957)
- 「ささやかな知恵」 A Little Intelligence (1958)  - ロバート・シルヴァーバーグと合作
- 「左手は何をしたか」 What the Left Hand Was Doing (1960)  - ダレル・ランガード名義
- 「フィオン・マク・クーメイル最後の戦い」 The Final Fighting of Fion Mac Cumhail (1975)
- 「火星の問題について」 On the Martian Problem (1977)
- 「レンズマン裏舞台」Backstage Lensman (1978) - 風見潤, 安田均編『世界SFパロディ傑作選』（講談社） 1980に収録
- 「ポリー・プラス」 Polly Plus (1978)
- 「小さな奇蹟」 Small Miracle